# 时域有限差分
时域有限差分法（Finite-Difference Time-Domain method，缩写：FDTD），又称余氏算法（Yee's method），是计算电磁学领域的一种常用的数值方法，属于有限差分法的一个特例，能得出电磁场对时间与空间偏导数的近似值。在时间上，它对微分形式的麦克斯韦方程组应用中心差分，将其从偏微分方程转化为差分方程。在空间上，它将空间离散化为电场与磁场互相交错的两套网格，称为余氏网格（Yee's cell）。最后进行差分运算，解出电磁场在各个位置、各个时刻的数值。这个过程称为时间步进（time marching），又称蛙跳法（leapfrog）：首先根据空间一个区域的磁场计算其下一时刻的电场，然后根据这个区域的电场计算其下一时刻的磁场。如此反复，直到得出欲求的瞬态或稳态电磁场为止。
时域有限差分法由美籍华裔数学家余树江在1966年在《IEEE天线与传播期刊》发布的论文《麦克斯韦方程组在各向同性介质中的初值与边值问题的数值解》中提出，又被艾伦·塔夫洛夫（Allen Taflove）等人继续研发。随着电子计算机技术的发展，FDTD方法得到了长足的发展。它使物理学家与工程师能直接用计算机模拟电磁波在空间中的传播与演化，在计算电磁学、光学、微波无线电、电子设计自动化中有着重要应用。除了电磁波，本算法也可以应用在声波上，用于室内声学等仿真。

## 简介

图中是FDTD使用的标准笛卡尔网格（又称余氏网格），以及电场与磁场在其中的分布。在三维空间中，每个网格是一个立方体素。电场矢量的三个分量构成立方体的边缘，磁场矢量的三个分量构成穿过立方体面的法线，整个空间包含无数个这样的网格。将电容率与磁导率赋予给空间中代表电场与磁场的网格，就能模拟电磁波与介质的相互作用。

观察麦克斯韦方程组，可以发现电场随时间的变化（时间导数）取决于磁场在空间中的变化（旋度）。这就是时域有限差分法的基本原理：在空间的某一处，下一时刻计算的新电场取决于原电场以及原磁场在空间中的旋度。磁场的计算也同理：在空间的某一处，下一时刻计算的新磁场取决于原磁场以及原电场在空间中的旋度。将电场与磁场交替更新就得到了一个时间步进的过程，可以视作对连续的电磁场进行采样。
时域有限差分法在空间中的基本计算单元是余氏网格（Yee's cell），通常为笛卡尔网格。电场与磁场各有一套网格，互相嵌套。由于电场与磁场在彼此之间，简化了两者之间的相互计算。